# Wuhou
Wuhou léase Uú-Jóu (en chino:武侯区 , pinyin:Wǔhóu Qū) es un distrito urbano bajo la administración directa de la Subprovincia de Chengdu, capital provincial de Sichuan. El distrito yace en una llanura con una altitud promedio de 500 m s. n. m., ubicada a 10 km al norte del centro financiero de la ciudad, formando parte de la zona metropolitana de Chengdu. Su área total es de 77 km² y su población proyectada para 2017 fue de 1 083 806 habitantes.
La ciudad está conectada al este con el distrito Jinjiang por el puente Anshun (安顺桥), y tiene frontera al este con el distrito Shuangliu, donde se ubica el Aeropuerto de Chengdu .

## Administración
El distrito de Wuhou se divide en 17 pueblos que se administran en subdistritos.

## Oficinas diplomáticas
El consulado estadounidense en Chengdu (en inglés: Consulate General of the United States, Chengdu), (en chino: 美国驻成都总领事馆) está ubicado en esta zona.